# John Cox (schackspelare)
John J Cox, född 1962, är en brittisk schackspelare och författare som innehar titeln Internationell mästare (IM) som han fick 2005. Hans högsta Elo-rating är 2423, och den uppnåddes i januari 2006. Förutom den egna karriären har Cox också skrivit flera schackböcker och har även bidragit till New in Chess yearbooks.

## Fotnoter
1. ↑  Chessgames.com, läs online.[källa från Wikidata]
2. ↑  Darryl Roger Lundy, The Peerage, The Peerage person-ID: p58068.htm#i580675.[källa från Wikidata]
3. 1 2  Darryl Roger Lundy, The Peerage.[källa från Wikidata]